# Gustaf Hallenstierna
Gustaf Halldin, adlad Hallenstierna, född 1741 i Falun, död 1813, var ett svenskt regeringsråd, postumt känd som erotisk memoarförfattare.

## Biografi
Släkten Halldin kommer från hemmanet Hall i Ullånger socken, där Gustaf Halldins farfar, kontraktsprosten och kyrkoherden i Riddarholmen och Bromma Olaus Erici Halldin Norrlandus, var född. Olaus var en berömd orientalist,[källa behövs] och hade under en tjänst i Skåne gjort motstånd mot danskarna. Fadern Elias var ämbetsman, häradsfogde i Stora Kopparbergs län och landskamrerare i Falun. Gustafs mor Anna Maria var Elias andra hustru. Hon var född Forsslind, dotter till en bergsrådman i Falun. Han var kusin med Johan Gustaf Halldin och Erik Halldin.
Gustaf Halldin skrev 1751 in sig som student vid Uppsala universitet, och tog några år senare tjänst vid Inrikes civilexpeditionen och Utrikesexpeditionen. 1771 fick han fullmakt som protokollsekreterare, och 1788 blev han förste expeditionssekreterare. 1799 fick han titeln regeringsråd och var medlem i Pommerska regeringen.
Halldin adlades år 1809 med namnet Hallenstierna och introducerades samma år på nummer 2200, men eftersom han aldrig gifte sig dog ätten ut med honom. Han begravdes i Munsö kyrka.
1786 publicerade Hallenstierna  Memorial til Kongl. Commissionen wid Stora Kopparberget år 1786, och 1806 Til Stora Kopparbergs bergslags sammankomsten den 5 februari 1806.

## Erotiska memoarer
För eftervärlden är Hallenstierna mest känd för sina erotiska memoarer. De utgavs 1972 i urval med moderniserad stavning av Gardar Sahlberg under titeln Mina kärleksäventyr: en dagbok från sjuttonhundratalet. Hallenstierna redogör här noggrant för sina många sexuella erövringar, samt, vilket kanske är ännu intressantare, alla de gånger han misslyckats med att förföra kvinnor. Vissa av äventyren slutar närmast i våldtäkter, men Hallenstierna verkar framför allt ha varit tjatig i sina närmanden till kvinnor, ofta tjänstefolk.